# Clube Desportivo Futebol Universidade de Brasília
Clube Desportivo Futebol Universidade de Brasília é uma agremiação esportiva brasileira, sediada em Brasília, no Distrito Federal. Fundado por alunos de educação física da Universidade de Brasília em 2011, o clube se profissionaliza em 2017 e através de uma parceria com o Capital Clube de Futebol Ltda disputa o Campeonato Brasiliense da Segunda Divisão de 2017. O clube foi o primeiro clube do país a participar de uma competição de futebol profissional com o grupo de atletas e comissão técnica formados por estudantes de uma universidade pública.

## História

### Fundação e Primeiros anos
Fundado em 2011 por estudantes de educação física da Universidade de Brasília, nos primeiros anos a equipe representou a UNB em campeonatos universitários.

#### Profissionalização e Parceria com o Capital
Em 2017 o Capital Clube de Futebol Ltda equipe não estava incluída na competição, porém uma liminar na justiça garantiu sua participação. A equipe disputou o Campeonato Brasiliense da Segunda Divisão em parceria com o Clube Desportivo Futebol Universidade de Brasília. Devido a isto, a equipe passou a se chamar "Capital/UnB", e terminou o campeonato no 8º lugar, com uma vitória em 5 jogos disputados.
No ano seguinte, sob o comando do jovem técnico Hugo Almeida de apenas 24 anos, o clube foi campeão invicto do Campeonato Brasiliense da Segunda Divisão de 2018 disputando a final contra o Taguatinga Esporte Clube. Com a conquista, o time ascendeu ao Campeonato Brasiliense de 2019.

## Símbolos

### Escudo
| Evolução do Escudo do Desportivo UNB | Evolução do Escudo do Desportivo UNB | Evolução do Escudo do Desportivo UNB | Evolução do Escudo do Desportivo UNB | Evolução do Escudo do Desportivo UNB | Evolução do Escudo do Desportivo UNB | Evolução do Escudo do Desportivo UNB | Evolução do Escudo do Desportivo UNB | Evolução do Escudo do Desportivo UNB |
| 2011 – 2018                          | 2018 – Atual                         |                                      |                                      |                                      |                                      |                                      |                                      |                                      |
| ------------------------------------ | ------------------------------------ | ------------------------------------ | ------------------------------------ | ------------------------------------ | ------------------------------------ | ------------------------------------ | ------------------------------------ | ------------------------------------ |

## Estatísticas

### Participações
|  | Participações em 2018 |

| Competição                | Competição                                | Temporadas | Melhor campanha     | Estreia | Última | P | R |
| Distrito Federal (Brasil) | Campeonato Brasiliense da Segunda Divisão | 2          | Oitavo Lugar (2017) | 2017    | 2018   |   | – |